# Dresden-Gittersee
Dresden-Gittersee er en bydel i Dresden i Sachsen, Tyskland.
Tidligere fandt der udgravninger af grundstoffet Uran sted i området.
51°00′33″N 13°41′26″Ø / 51.0092°N 13.6906°Ø